# André Couto
André Couto (Lisboa, 14 de dezembro de 1976) é um automobilista português.
Correndo com licença macaense, Couto é o primeiro piloto representando o território de Macau em categorias top do automobilismo. Competiu no Super GT, no Campeonato da China de GT, na Taça Porsche Carrera Asia e foi vice-campeão da Taça Audi R8 LMS. 